# Armação dos Búzios

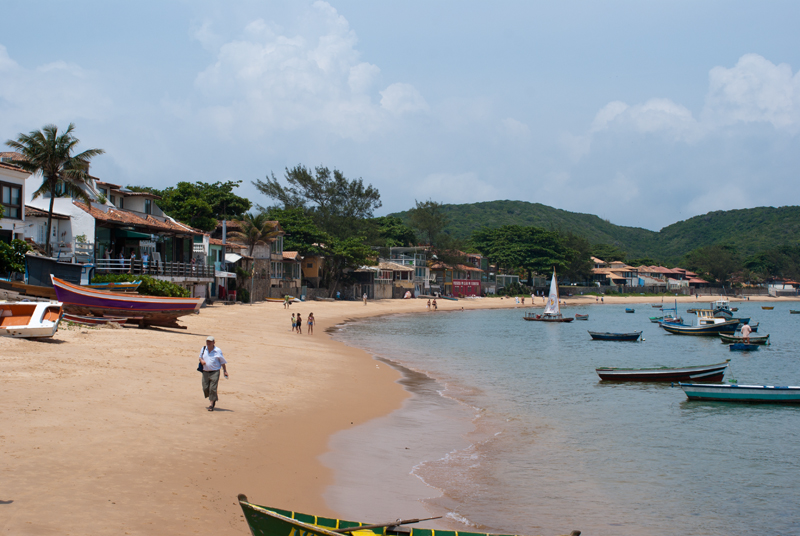
Panoràmica de Búzios

Armação dos Búzios és un municipi brasiler de l'Estat de Rio de Janeiro, localitzat a la Regió dels Llacs. Fa frontera a l'oest amb la ciutat de Cabo Frio, de la qual s'independitzà fa alguns anys. Es troba a uns 165 km de la capital de l'estat.
És una península de 8 km d'extensió i 23 platges, d'un cantó rep corrents marítimes de l'Equador i de l'altre corrents marítimes del Pol Sud, cosa que fa que tingui platges tant d'aigües calentes com gèlides. Entre les principals platges, es pot destacar Geribá, João Fernandes, Ferradura, Ferradurinha, Rasa, Manguinhos, Tartaruga, Brava i Olho-de-Boi, aquesta última reservada per a la pràctica del nudisme.